# 三方町
三方町（みかたちょう）は、かつて福井県三方郡にあった町。
2005年（平成17年）3月31日、遠敷郡上中町と合併して三方上中郡若狭町が誕生し、三方町は廃止された。キャッチコピーは、「いつもあなたの“みかた”です」。

## 地理
東西を国道27号が貫く。三方から世久見回りで小浜市へ国道162号が抜ける。

### 地区
- 東部（旧八村）
- 西部（旧西田村）
- 南部（旧十村）

## 歴史
- 1953年（昭和28年）4月1日 - 三方郡八村及び西田村が合併して、三方郡三方町が発足する。
- 1954年（昭和29年）3月1日 - 三方郡十村を編入する。
- 2005年（平成17年）3月31日 - 三方郡三方町及び遠敷郡上中町が合併して、三方上中郡若狭町が発足する。

## 行政

### 歴代町長
- 合併時の町長：千田千代和

## 教育

### 小学校
- 三方町立第一小学校（三方）
- 三方町立第二小学校（田井）
- 三方町立第三小学校（上野）
- 三方町立気山小学校（気山）
- 三方町立明倫小学校（藤井） - 2022年閉校。
- 三方町立岬小学校（神子） - 2016年休校。

### 中学校
- 三方町立三方中学校（北前川）　　 
  - 三方町立三方中学校岬分校（神子）

### 高等学校
- 福井県立美方高等学校（気山）

## 交通

### 鉄道
- 西日本旅客鉄道（JR西日本）
  - 小浜線：気山駅 - 三方駅 - 藤井駅 - 十村駅

## 娯楽
- 三方劇場 - 映画館

## 三方町出身の著名人
- 江戸千太郎（外交官）
- 杉生糺（弁護士、初代名古屋高等裁判所長官）
- 今井長太郎（郷土植物学者）
- 小堀憲（数学者、京都大学名誉教授、京都府立大学学長、京都産業大学副総長）
- 千田千代和（政治家、初代若狭町長）
- 小堀秀行（弁護士）
- 大南博美（陸上競技選手）
- 大南敬美（陸上競技選手）
- 渡辺英朗（政治家、第3代若狭町長）